# Jonas Larholm
Jonas Larholm (født 3. juni 1982 i Göteborg, Sverige) er en svensk professionel håndboldspiller, som spillede for blandt andet FC Barcelona, Aalborg Håndbold, SC Pick Szeged og Team Tvis Holstebro.
Han spillede 211 kampe for det svenske landshold og var blandt andet med til OL 2012, hvor holdet vandt sølvmedaljer.
I dag spiller Jonas for Ribe-Esbjerg håndbold